# Kurveröd
Kurveröd – miejscowość (tätort) w Szwecji, w regionie administracyjnym (län) Västra Götaland, w gminie Uddevalla.
Według danych Szwedzkiego Urzędu Statystycznego liczba ludności wyniosła: 1408 (31 grudnia 2015), 1351 (31 grudnia 2018) i 1405 (31 grudnia 2019).